# Tomasz Makowski (calciatore)
Tomasz Makowski (Zgierz, 19 luglio 1999) è un calciatore polacco, centrocampista dello Zagłębie Lubin.

## Caratteristiche tecniche
È un centrocampista centrale.

## Carriera

### Club
Ha giocato nella prima divisione polacca con il Lechia Danzica, con cui nella stagione 2018-2019 ha anche vinto una Coppa di Polonia, aggiudicandosi poi l'anno seguente anche la Supercoppa di Polonia. Nella stagione 2019-2020 ha inoltre giocato 2 partite nei turni preliminari di Europa League.

### Nazionale
Ha giocato nelle nazionali giovanili polacche Under-17 ed Under-19.
Con la nazionale Under-20 polacca ha preso parte al Campionato mondiale di calcio Under-20 2019.

## Palmarès

### Club

#### Competizioni nazionali
- Coppa di Polonia: 1

Lechia Danzica: 2018-2019
- Supercoppa di Polonia: 1

Lechia Danzica: 2019